# Orthonotacythere
Orthonotacythere is een geslacht van uitgestorven kreeftachtigen uit de klasse van de Ostracoda (mosselkreeftjes).

## Soorten
- Orthonotacythere (Orthonotacythere) hannai (Israelsky, 1929) Alexander, 1933 †
- Orthonotacythere aksuensis Andreev, 1965 †
- Orthonotacythere alma Luebimova, 1955 †
- Orthonotacythere austra Liepin, 1960 †
- Orthonotacythere bejneusca Shilova, 1971 †
- Orthonotacythere borealis Gerke & Lev, 1958 †
- Orthonotacythere bucera Baynova, 1965 †
- Orthonotacythere cellula Yaskevich, 1961 †
- Orthonotacythere costata (Kaye, 1963) Bassiouni, 1974 †
- Orthonotacythere cristata Alexander, 1934 †
- Orthonotacythere cybaca Zalanyi, 1959 †
- Orthonotacythere delicatula Swain & Brown, 1964 †
- Orthonotacythere dorsoconvexa Peterson, 1954 †
- Orthonotacythere elegans Liepin, 1960 †
- Orthonotacythere extenta Kuznetsova, 1961 †
- Orthonotacythere hannai (Israelsky, 1929) Alexander, 1933 †
- Orthonotacythere humilatis Luebimova, 1960 †
- Orthonotacythere inornata Kaye, 1965 †
- Orthonotacythere insolentis Kuznetsova, 1961 †
- Orthonotacythere intensosulcata Bertels, 1969 †
- Orthonotacythere joshii Kulshreshtha, Sing & Tehari, 1985 †
- Orthonotacythere juvenes Luebimova, 1960 †
- Orthonotacythere kutchensis Guha, 1974 †
- Orthonotacythere lauzanica Shilova, 1971 †
- Orthonotacythere minaxa Mandelstam & Luebimova, 1960 †
- Orthonotacythere nana Sharapova, 1939 †
- Orthonotacythere nodosa Liepin, 1960 †
- Orthonotacythere nodosa Plumhoff, 1963 †
- Orthonotacythere parva Liepin, 1960 †
- Orthonotacythere permiana Zalanyi, 1974 †
- Orthonotacythere pokrovkaensis Luebimova, 1960 †
- Orthonotacythere polita Alexander, 1934 †
- Orthonotacythere polonica Sztejn, 1957 †
- Orthonotacythere ramulosa Sharapova, 1939 †
- Orthonotacythere reducta Luebimova, 1965 †
- Orthonotacythere reticulosa (Donze, 1960) Bassiouni, 1974 †
- Orthonotacythere sabinensis Howe & Garrett, 1934 †
- Orthonotacythere santonica Yaskevich, 1961 †
- Orthonotacythere scrobiculata Alexander, 1934 †
- Orthonotacythere sibirica Liepin, 1960 †
- Orthonotacythere sinensis Yang in Yang, Chen & Wang, 1990 †
- Orthonotacythere subita Kuznetsova, 1961 †
- Orthonotacythere sulcata Brown, 1957 †
- Orthonotacythere tarensis Brown, 1957 †
- Orthonotacythere tuberculocostata Gruendel, 1966 †
- Orthonotacythere voigteiensis Bartenstein & Brand, 1959 †
- Orthonotacythere weberi (Sharapova, 1939) Kuznetsova, 1961 †